# Raj Kanwar
Pour les articles homonymes, voir Kanwar.
Raj Kanwar, né en 1961 et mort le 3 février 2012, est un réalisateur, producteur et scénariste indien de Bollywood.

## Filmographie

### Réalisateur
| Film                        | Année | Distribution                                              |
| --------------------------- | ----- | --------------------------------------------------------- |
| Deewana                     | 1992  | Shah Rukh Khan, Rishi Kapoor, Divya Bharti                |
| Laadla (en)                 | 1994  | Anil Kapoor, Sridevi, Raveena Tandon                      |
| Kartavya                    | 1995  | Sanjay Kapoor (en), Juhi Chawla, Moushumi Chatterjee (en) |
| Jaan                        | 1996  | Ajay Devgan, Twinkle Khanna, Vivek Mushran (en)           |
| Jeet                        | 1996  | Sunny Deol, Salman Khan, Karisma Kapoor                   |
| Itihaas                     | 1997  | Ajay Devgan, Twinkle Khanna, Raj Babbar                   |
| Judaai                      | 1997  | Anil Kapoor, Sridevi, Urmila Matondkar                    |
| Daag: The Fire              | 1999  | Sanjay Dutt, Mahima Chaudhry, Chandrachur Singh (en)      |
| Har Dil Jo Pyar Karega...   | 2000  | Salman Khan, Preity Zinta, Rani Mukerji                   |
| Dhaai Akshar Prem Ke        | 2000  | Abhishek Bachchan, Aishwarya Rai                          |
| Badal (en)                  | 2000  | Bobby Deol, Rani Mukerji                                  |
| Farz (en)                   | 2001  | Sunny Deol, Preity Zinta                                  |
| Ab Ke Baras (en)            | 2002  | Amrita Rao, Arya Babbar (en)                              |
| Andaaz                      | 2003  | Akshay Kumar, Lara Dutta, Priyanka Chopra                 |
| Humko Deewana Kar Gaye (en) | 2006  | Akshay Kumar, Katrina Kaif, Anil Kapoor, Bipasha Basu     |
| Sadiyan                     | 2009  | Luv Sinha (en), Rishi Kapoor, Rekha                       |

### Producteur
| Raqeeb (en) | 2007 | Jimmy Shergill, Rahul Khanna, Sharman Joshi and Tanushree Dutta (en) |